# تينا فيشر
تينا فيشر (بالألمانية: Tina Fischer)‏ هي لاعبة غولف ألمانية، ولدت في 29 سبتمبر 1970 في باد ناوهايم في ألمانيا.

## وصلات خارجية
- تينا فيشر على موقع رابطة لاعبات الغولف المحترفات (الإنجليزية)